# Малое Климово (Уренский район)
Малое Климово — опустевшая деревня в составе Устанского сельсовета в Уренском районе Нижегородской области.

## География
Находится на расстоянии примерно 10 километров по прямой на запад от районного центра города Урень.

## История
Основана в 1922 году (см. Устанский сельсовет).

## Население
Постоянное население не было учтено как в 2002 году, так и в 2010.